# Eva Illouz
Eva Illouz (em árabe: إيفا اللوز  ; em hebraico:  אווה אילוז ) (Fes,  30 de abril de 1961) é professora de Sociologia na Universidade Hebraica de Jerusalém e na Escola de Estudos Avançados em Ciências Sociais em Paris . Ela foi a primeira mulher presidente da Bezalel Academy of Art and Design . Eva Illouz é autora de diversos livros e colaboradora regular do Ha'aretz, Le Monde e Die Zeit. A pesquisa de Illouz está na junção da sociologia das emoções, da cultura e do capitalismo. 

## Biografia
Eva Illouz nasceu em Fes, Marrocos, e mudou-se para a França aos dez anos.  Concluiu o bacharelado em Sociologia, Comunicação e Literatura em Paris, um mestrado em Literatura em Paris e um mestrado em Comunicação pela Universidade Hebraica,  e recebeu seu doutorado em Comunicação e Estudos Culturais na Escola Annenberg de Comunicação da Universidade da Pensilvânia em 1991. Seu mentor foi o Prof. Larry Gross.
Foi professora visitante na Northwestern University, Princeton University, na Escola de Estudos Avançados em Ciências Sociais em Paris (École des Hautes Études en Sciences Sociales) e como bolsista no Instituto de Estudos Avançados em Berlim ( Wissenschaftskolleg zu Berlin). Illouz foi um dos fundadores do Programa de Estudos Culturais da Universidade Hebraica. Em 2006, Illouz ingressou no Centro de Estudos da Racionalidade, então dirigido pelo Prof. Edna Ullman-Margalit . Em 2012 foi nomeada primeira mulher Presidente da Bezalel Academy of Art and Design, onde permaneceu até 2015.
Lecionou na Universidade de Tel Aviv até 2000. Em 2004, ingressou no Centro para o Estudo da Racionalidade da Universidade Hebraica, então dirigido por Israel Aumann. Ocupou a Cátedra Rose Isaac em Sociologia na Universidade Hebraica de Jerusalém.  Em 2008, ela foi bolsista do Instituto de Estudos Avançados de Berlim. De 2012 a 2015,presidiu a Bezalel Academy of Art and Design .  Ela é Directrice d'Etudes na École des Hautes Études en Sciences Sociales em Paris desde 2015. Em 2016, Illouz foi o professor convidado Hedi Fritz Niggli na Universidade de Zurique . Em 2019, foi professora convidada Niklas Luhmann em Bielefeld.

## Obras
Seu livro Consuming the Romantic Utopia ganhou Menção Honrosa para o Best Book Award na American Sociological Association, 2000 (seção emoções).  Seu livro Oprah Winfrey and the Glamour of Misery ganhou o prêmio de Melhor Livro, American Sociological Association, 2005 Culture Section. Em 2004, Illouz recebeu o prêmio Outstanding Research da Universidade Hebraica de Jerusalém. No mesmo ano, Illouz proferiu as palestras Adorno no Instituto de Pesquisa Social de Frankfurt .  Em 2009, o jornal alemão Die Zeit a elegeu como uma das 12 pensadoras mais propensas a "mudar o pensamento do amanhã".  Em 2013, ela recebeu o Prêmio Internacional Annaliese Meier de Excelência em Pesquisa da Fundação Alexander von Humboldt.  Seu livro Why Love Hurts ganhou o prêmio de melhor livro da Alpine Philosophy Society na França.  Também recebeu o Prêmio de Contribuição Recente Excepcional de Sociologia das Emoções de 2014.  Em 2018, Illouz recebeu o prêmio EMET [1], a mais alta distinção científica em Israel. Em julho de 2018, ela também foi nomeada Chevalier de la Légion d'honneur [2] na França.
Um tema dominante diz respeito às maneiras pelas quais o capitalismo transformou os padrões emocionais, tanto no domínio do consumo quanto no da produção.   Em seus últimos trabalhos, ela se concentrou cada vez mais no impacto do capitalismo na sexualidade e nas emoções.  

### Romance e mercadorias
O primeiro livro de Illouz aborda a mercantilização do romance e a romantização das mercadorias. Olhando para uma ampla amostra de filmes e imagens publicitárias em revistas femininas da década de 1930, a publicidade e a cultura cinematográfica apresentavam as mercadorias como o vetor para experiências emocionais e particularmente a experiência do romance. Mercadorias de vários tipos foram apresentadas como permitindo a experiência de amor e romance. O segundo processo foi o da mercantilização do romance, o processo pelo qual a prática do século 19 de visitar uma mulher, que vai para sua casa, foi substituída pelo namoro: sair e consumir as indústrias cada vez mais poderosas do lazer. Os encontros românticos deslocaram-se do lar para a esfera do lazer do consumidor, de modo que a busca pelo amor romântico se tornou um vetor para o consumo de bens de lazer produzidos pelas indústrias de lazer em expansão.   

### Oprah Winfrey,  Cold intimacies e Saving the Modern Soul
Em seu terceiro livro, Illouz analisa um dos fenômenos mais fascinantes da década de 1990 – programas de entrevistas na televisão e a persona de Oprah Winfrey. O livro responde a uma pergunta que deixou perplexos os sociólogos e o público em geral: como Oprah Winfrey se tornou um ícone feminino global? Em Cold Intimacies: The Making of Emotional Capitalism (2007) analisa e, eventualmente, muda a concepção comum (sociológica), que afirma que o capitalismo criou um mundo sem emoção dominado pela racionalidade burocrática; que o comportamento econômico está em conflito com a intimidade e os relacionamentos autênticos; que as esferas pública e privada são opostas e inconciliáveis entre si; e que o verdadeiro amor se opõe a cálculos e interesses privados. Contra tais suposições, Illouz afirma que a cultura do capitalismo tem alimentado uma poderosa cultura emocional – no próprio local de trabalho, na família e em nossas relações com nós mesmos. As relações econômicas tornaram-se emocionais, enquanto as relações próximas e íntimas tornaram-se cada vez mais definidas por modelos econômicos e de contratualismo e lucro.
O livro Saving the Modern Soul: Therapy, Emotions and the Culture of Self-Help (2008) é uma continuação direta e expansão das Palestras Adorno e do interesse contínuo de Illouz na interação entre emoções, capitalismo e cultura popular (ou mídia). Este livro investiga as razões pelas quais o discurso da terapia, desenvolvido por cientistas acadêmicos, tornou-se rapidamente a linguagem privilegiada para o self. 
Seus livros subsequentes mostram que sua pesquisa se torna cada vez mais diversificada: uma parte continua a perguntar o que faz itens culturais ganharem popularidade e sucesso global ( Hard Core Romance ); outra parte de sua pesquisa continua a explorar o efeito do capitalismo no amor e nas emoções românticas ( Why Love Hurts e The End of Love ); um terceiro aspecto de sua pesquisa lida com Israel e o fim da cultura cívica democrática naquele país ( Israel: Ensaio Sociológico ); uma quarta parte trata dos efeitos da psicologia na sociedade com Fabricação de Cidadãos Felizes . Por fim, graças a uma Cátedra em Excelência concedida pela Paris Sciences Lettres na França (PSL) e ao Prêmio Annaliese Maier de Excelência em Pesquisa concedido pela Fundação Humboldt, ela elaborou a noção de emodidade, uma forma de mercadoria cujo valor de uso é provocar emoções.

### Psicologia clínica e identidade moderna
Illouz argumenta que a psicologia tem sido central para a constituição da identidade moderna e para a vida emocional moderna: dos anos 1920 aos anos 1960, os psicólogos clínicos tornaram-se um grupo social extraordinariamente dominante quando entraram no exército, na corporação, na escola, no estado, nos serviços sociais, mídia, criação de filhos, sexualidade, casamento, cuidado pastoral da igreja. Em todos esses domínios, a psicologia se estabeleceu como a autoridade máxima em questões de sofrimento humano, oferecendo técnicas para transformar e superar esse sofrimento. Psicólogos de todas as tendências forneceram a principal narrativa de autodesenvolvimento para o século XX. A persuasão psicológica transformou o que era classificado como problema moral em doença e pode, assim, ser entendido como parte integrante do fenômeno mais amplo da medicalização da vida social. O que há de comum entre o tema 1 e o tema 2 é que tanto o amor quanto a saúde psicológica constituem utopias de felicidade para o eu moderno, ambos são mediados pelo consumo e ambos constituem horizontes aos quais o eu moderno aspira. Nesse sentido, um tema abrangente de sua obra pode ser chamado de utopia da felicidade e sua interação com a utopia do consumo .  
No centro de Why Love Hurts está a noção de escolha . O livro faz a afirmação um tanto contraintuitiva de que uma das maneiras mais frutíferas de entender a transformação do amor na modernidade é por meio da categoria de escolha. Illouz vê a escolha como a marca cultural definidora da modernidade porque, nas arenas econômica e política, a escolha incorpora as duas faculdades que justificam o exercício da liberdade, ou seja, a racionalidade e a autonomia. Ela estende esse insight ao reino emocional e estuda os vários mecanismos pelos quais na modernidade a escolha de um parceiro mudou e transformou as emoções ativas na vontade dos parceiros que se encontram em uma situação de mercado. Nesse sentido, a escolha é um dos vetores culturais e institucionais mais poderosos que nos ajudam a entender o individualismo moderno. Dado que a escolha é intrínseca à individualidade moderna, como e por que as pessoas escolhem – ou não – entrar em um relacionamento é crucial para entender o amor como uma emoção e um relacionamento.   
Essa abordagem difere daquela de economistas e psicólogos para quem a escolha é uma característica natural do exercício da racionalidade, uma propriedade fixa e invariante da mente, como a capacidade de classificar preferências, de agir consistentemente com base nessas preferências hierarquizadas. No entanto, a escolha em geral e a escolha de um parceiro em particular não são menos moldadas pela cultura do que outras características da ação. Este é um tema que Illouz desenvolveu especialmente desde que se tornou membro do Centro de Estudos da Racionalidade da Universidade Hebraica em 2006. 
Uma dimensão do trabalho de Illouz foi entender a interseção de classe social e emoção de duas maneiras. Primeiro, como a aula molda as práticas emocionais? Existem formas emocionais que podemos associar à dominação social? E segundo: se as emoções são respostas estratégicas a situações – isto é, se nos ajudam a lidar com as situações e a moldá-las – as classes média e média-alta levam vantagem sobre os pobres e destituídos no campo emocional? Como estabelecem esta vantagem e qual é a sua natureza? 

## Escritos
- 1997: Consuming the Romantic Utopia: Love and the Cultural Contradictions of Capitalism. Berkeley: University of California Press. (371 pp.). (Trad. esp.: El consumo de la utopía romántica, Buenos Aires/Madrid, Katz editores S.A, 2009, ISBN 978-84-96859-53-1)
- 2002: The Culture of Capitalism (in Hebrew). Israel University Broadcast (110 pp.).
- 2003: Oprah Winfrey and the Glamour of Misery: An Essay on Popular Culture. Columbia University Press (300 pp.) ISBN 0231118120
- 2007: Cold Intimacies: The Making of Emotional Capitalism. Polity Press. London. (Trad. esp.: Intimidades congeladas, Buenos Aires/Madrid, Katz editores S.A, 2007, ISBN 978-84-96859-17-3)
- 2008: Saving the Modern Soul: Therapy, Emotions, and the Culture of Self-Help/ The University of California Press. ISBN 9780520253735ISBN 9780520253735
- 2011: Who needs democracy anyway?, Haaretz.
- 2011: Neutrality is political, Haaretz.
- 2011: A collapse of trust, Haaretz.
- 2012: Why Love Hurts: A Sociological Explanation Polity ISBN 9780745661520 (appeared first in German: Warum Liebe weh tut. Suhrkamp Verlag, Berlin 2011 ISBN 9783518296578).
- 2014: Hard Core Romance: Fifty Shades of Grey, Best Sellers and Society, University of Chicago Press. ISBN 9780226153698ISBN 9780226153698 (in German: Die neue Liebesordnung: Frauen, Männer und Shades of Grey. Suhrkamp Verlag, Berlin 2013. ISBN 9783518064870ISBN 9783518064870)
- 2015: Israel – Sociological Essays, Suhrkamp Verlag, Berlin. ISBN 9783518126837ISBN 9783518126837
- 2018: Emotions as Commodities: How Commodities Became Authentic. Routledge ISBN 978-1138628236 (appeared first in German: Wa(h)re Gefühle – Authentizität im Konsumkapitalismus, Suhrkamp Verlag, Berlin. ISBN 9783518298084ISBN 9783518298084)
- 2018: Unloving: A Sociology of Negative Relations. Oxford University Press, forthcoming (appeared first in German: Warum Liebe endet – Eine Soziologie negativer Beziehungen, Suhrkamp Verlag, Berlin. ISBN 9783518587232ISBN 9783518587232)
- 2018: Happycracy: How the Industry of Happiness controls our lives. Polity Press, forthcoming (appeared first in French: Happycratie: Comment l’Industrie du Bonheur contrôle notre vie Premier Parallèle Editeur, Paris. ISBN 9791094841761ISBN 9791094841761)